# Ley Ingrid
La Ley Ingrid es un conjunto de reformas legislativas mexicanas que buscan evitar la exposición de las personas ante los medios para proteger la intimidad y dignidad de las víctimas y sus familiares y con ello combatir la violencia mediática de género; sancionando a personas servidoras públicas y ciudadanas que fotografíen, difundan y/o publiquen imágenes, videos, audio, documentos o evidencia de una investigación penal o información relacionada con una víctima.

## Antecedentes
Esta legislación surge a partir del feminicidio de Ingrid Escamilla Vargas ocurrido en febrero de 2020 en la Ciudad de México cuando su pareja, Érick Francisco Robledo Rosas, la asesinó en su domicilio luego de una discusión. El hecho indignó a la opinión pública del país por la saña con la que fue perpetrado y por la posterior difusión en medios de comunicación y redes sociales de las imágenes periciales del cadáver de la víctima, filtradas por la Fiscalía General de Justicia de la Ciudad de México.
Ante la viralización de esas imágenes algunas usuarias de redes sociales compartieron fotos de e ilustraciones de flores, cielos y paisajes junto al nombre de Ingrid Escamilla, sustituyendo las imágenes gráficas y deshumanizantes de su cuerpo.

### Ciudad de México
El 14 de febrero de 2021 la fiscal Ernestina Godoy presentó ante el Congreso de la Ciudad de México una iniciativa de ley que denunciaba y se oponía a la filtración de imágenes, nombrándola Ley Ingrid. El decreto para adicionar un artículo 293 quáter al Código Penal para el Distrito Federal, fue promulgado en la Gaceta Oficial de la Ciudad de México el 22 de febrero del 2021, el cual indica que:
Se impondrán de 2 a 6 años de prisión, y una multa de quinientas a mil Unidades de Medida y Actualización a la persona servidora pública que, de forma indebida difunda, entregue, revele, publique, transmita, exponga, remita, distribuya, videograbe, audiograbe, fotografíe, filme, reproduzca, comercialice, oferte, intercambie o comparta imágenes, audios, videos, información reservada, documentos del lugar de los hechos o del hallazgo, indicios, evidencias, objetos, instrumentos relacionados con el procedimiento penal o productos con uno o varios hechos, señalados por la Ley como delitos. Las sanciones previstas en el artículo anterior aumentarán en una tercera parte, sí la información que se difunda: Sea con el fin de menoscabar la dignidad de las víctimas o de sus familiares; Tratare de cadáveres de mujeres, niñas, o adolescentes, o Sea de las circunstancias de su muerte, de las lesiones o del estado de salud de la víctima.

### México
Durante el 2021 en algunos estados del país, Estado de México, Oaxaca y Colima, se habían hecho cambios en legislaciones locales sancionando la filtración de información e imágenes de las víctimas.
En octubre de 2021 Laura Imelda Pérez Segura, diputada del partido Morena, presentó la iniciativa para que se realice la modificación del artículo 225 del Código Penal Federal, señalando que la Ley Ingrid busca acabar con la revictimización y la violencia institucional que sufren las mujeres en México. El dictamen fue aprobado el 23 de marzo de 2022 por una mayoría del Congreso de la Unión, de todos los partidos presentes, con 470 votos a favor. Deberá ser discutida y avalada por el Senado de la República.

## Características
La Ley Ingrid impone de 4 a 10 años de prisión y multas de 100 a 150 días valor UMA a las personas servidoras públicas que difundan imágenes, videos e información relacionada con un procedimiento penal. Si la difusión tiene que ver con contenido de mujeres, niñas, niños, adolescentes o personas con discapacidad las sanciones serán mayores en un 33% 

Se considerará delito cometido por una persona servidora pública: 
el que por sí o por interpósita persona, por cualquier medio o fuera de los supuestos autorizados por la ley, fotografíe, copie, filme, audiograbe, videograbe, reproduzca, difunda, entregue, revele, remita, comparta, distribuya, publique, transmita, exponga, oferte, intercambie o comercialice imagen, audio, video, documento, información, indicio, evidencia u objeto alguno relacionado con alguna investigación penal.